# Lunar Orbiter 3
Lunar Orbiter 3 var en obemannad rymdsond från NASA, med uppdrag att fotografera månen. Den sköts upp med en Atlas SLV-3 Agena-D-raket från Cape Kennedy Air Force Station, den 5 februari 1967. Den gick in i omloppsbana runt månen den 8 februari 1967. Sonden kraschade på månens yta den 9 oktober 1967.

### Fotnoter
1. ↑  ”NASA Space Science Data Coordinated Archive” (på engelska). NASA. https://nssdc.gsfc.nasa.gov/nmc/spacecraft/display.action?id=1967-008A. Läst 26 mars 2020.